# Marie-Hélène Gillig
Marie-Hélène Gillig, née le 15 mars 1946 à Aire-sur-l'Adour (Landes), est une femme politique française.

## Détail des fonctions et des mandats
Mandat parlementaire
- 20 juillet 1999 - 19 juillet 2004 : Députée européenne

## Décoration
- Officier de la Légion d'honneur (14 juillet 2018)[1]